# Trnje, Borovlje
Trnje (nemško Dornach) je naselje v Občini Borovlje v Okraju Celovec-dežela na Koroškem v Avstriji.